# Copa da Ásia de 2027
A Copa da Ásia de 2027 será a 19ª edição do torneio máximo de seleções nacionais organizado pela Confederação Asiática de Futebol (AFC). A competição será realizada na Arábia Saudita, com previsão de início para janeiro de 2027.
O torneio envolverá 24 seleções, sendo a terceira edição da competição com este número de participantes desde a expansão em 2019.

## Candidaturas e escolha da sede
Em julho de 2020, cinco federações nacionais manifestaram interesse em sediar a Copa da Ásia de 2027: Arábia Saudita, Catar, Índia, Irã e Uzbequistão. Uzbequistão e Irã eventualmente retiraram suas candidaturas, enquanto o Catar foi selecionado como sede da Copa da Ásia de 2023, restando apenas as propostas de Arábia Saudita e Índia. 
Em dezembro de 2022, a Índia retirou sua candidatura. A Arábia Saudita foi confirmada como sede em 01 de fevereiro de 2023. 

## Qualificação e eliminatórias
As duas primeiras etapas de qualificação servem ao mesmo tempo como eliminatórias para a Copa do Mundo de 2026 e para a Copa da Ásia de 2027. Na primeira fase, as 20 seleções asiáticas de pior classificação de acordo com o Ranking da FIFA em julho de 2023 enfrentaram-se em partidas de ida e volta para definir 10 classificados à segunda fase. A segunda fase contou com a participação de 36 seleções divididas em 9 grupos com 4 equipes.
Em cada grupo, os dois melhores colocados avançam para a terceira fase das Eliminatórias da Copa do Mundo 2026 e classificam-se diretamente para a Copa da Ásia de 2027. As duas piores seleções de cada grupo avançam para a terceira fase das eliminatórias da Copa da Ásia.

## Equipes classificadas

Equipes qualificadas
Equipes cujo processo de qualificação ainda não foi definido
As equipes não conseguiram se classificar
Não é membro da AFC

| Equipe                 | Método de classificação                    | Data da classificação   | Número de participações | Última participação | Melhor colocação no torneio (antes de 2027) |
| ---------------------- | ------------------------------------------ | ----------------------- | ----------------------- | ------------------- | ------------------------------------------- |
| Arábia Saudita         | Anfitrião                                  | 01 de Fevereiro de 2023 | 12ª                     | 2023                | Campeão (1984, 1988, 1996)                  |
| Austrália              | Primeiro lugar – Grupo I das eliminatórias | 26 de março de 2024     | 6ª                      | 2023                | Campeão (2015)                              |
| Iraque                 | Primeiro lugar – Grupo J das eliminatórias | 26 de março de 2024     | 11ª                     | 2023                | Campeão (2007)                              |
| Irã                    | Primeiro lugar – Grupo E das eliminatórias | 26 de março de 2024     | 16ª                     | 2023                | Campeão (1968, 1972 e 1976)                 |
| Uzbequistão            | Segundo lugar – Grupo E das eliminatórias  | 26 de março de 2024     | 9ª                      | 2023                | 4º lugar (2011)                             |
| Catar                  | Primeiro lugar – Grupo A das eliminatórias | 26 de março de 2024     | 12ª                     | 2023                | Campeão (2019 e 2023)                       |
| Emirados Árabes Unidos | Primeiro lugar – Grupo H das eliminatórias | 26 de março de 2024     | 12ª                     | 2023                | Vice-campeão (1996)                         |
| Japão                  | Primeiro lugar – Grupo B das eliminatórias | 2 de abril de 2024      | 11ª                     | 2023                | Campeão (1992, 2000, 2004, 2011)            |
| Coreia do Sul          | Primeiro lugar – Grupo C das eliminatórias | 6 de junho de 2024      | 16ª                     | 2023                | Campeão (1956 e 1960)                       |
| Omã                    | Primeiro lugar – Grupo D das eliminatórias | 6 de junho de 2024      | 6ª                      | 2023                | Oitavas de final (2019)                     |
| Palestina              | Segundo lugar – Grupo I das eliminatórias  | 6 de junho de 2024      | 4ª                      | 2023                | Oitavas de final (2023)                     |
| Bahrein                | Segundo lugar – Grupo H das eliminatórias  | 6 de junho de 2024      | 8ª                      | 2023                | 4° lugar (2004)                             |
| Jordânia               | Primeiro lugar – Grupo G das eliminatórias | 6 de junho de 2024      | 6ª                      | 2023                | Vice-campeão (2023)                         |
| China                  | Segundo lugar – Grupo C das eliminatórias  | 11 de junho de 2024     | 14ª                     | 2023                | Vice-campeão (1984, 2004)                   |
| Indonésia              | Segundo lugar – Grupo F das eliminatórias  | 11 de junho de 2024     | 6ª                      | 2023                | Oitavas de final (2023)                     |
| Coreia do Norte        | Segundo lugar – Grupo B das eliminatórias  | 11 de junho de 2024     | 6ª                      | 2019                | 4° lugar (1980)                             |
| Kuwait                 | Segundo lugar – Grupo A das eliminatórias  | 11 de junho de 2024     | 11ª                     | 2015                | Campeão (1980)                              |
| Quirguistão            | Segundo lugar – Grupo D das eliminatórias  | 11 de junho de 2024     | 3ª                      | 2023                | Oitavas de final (2019)                     |